# 波動砲
波動炮，來自動畫宇宙戰艦大和號系列，為大和號的超級武器（不是主砲，大和號的主砲為三座48公分三連裝衝擊波砲），由波動引擎所啟動，曾經在大和號進行曲跳(WARP)航法後到達木星後擊碎木星旁的浮遊大陸。

## 原理
原始的設定是將波動引擎產出的超光速粒子（迅子），以全功率（等同於一整個小宇宙的能源）壓縮並噴射出去，在射出的能量流內部是充滿迅子的三維空間，與周圍連續體對比是相當的不穩定，藉此將目標物周圍的空間扭曲至崩壞、毀滅並將其誘爆。

## 復活篇
2009年電影版的「宇宙戰艦大和號～復活篇」中，波動引擎的爐心從一座改為六座（左輪手槍式配置法），使大和號的波動炮也同時由單發提升到六連發的能力。在片中，波動炮成功的破壞了強權國家SUS的宇宙要塞周邊的五座移動式巨型主炮，最後一發更擊毀了SUS的能量來源--人工太陽，使SUS的宇宙要塞完全被毀滅。片尾針對SUS創造的人造黑洞，更將其隱藏的設計發揮至極致，六發波動炮合為一發，成功破壞了人造黑洞，拯救了地球免於滅亡，差點自爆大和號。

## 2199的再解釋
在2013年重製的新版初代大和號《宇宙戰艦大和號2199》(下稱2199)對波動引擎進行重新解釋的時候，亦針對波動砲的設定做了新的解釋。
2199中的波動砲，是將次元波動引擎內的額外維度於射線上展開，因超重力場而產生微型黑洞，並將這些微型黑洞崩塌時所產生的大量霍金輻射整流導引出去。

## 在R-TYPE的波動炮
況外,一款橫向卷軸清版射擊遊戲R-TYPE內的戰機也搭載擁有對艦威力的波動炮,用作對抗遊戲中的異形"Bydo"強力武器之一。原理只是說明為以能量做基礎的武器,在R-TYPE不同集數中出現了不同類型的波動炮,分別"標準波動炮"、"擴散波動炮"、"巨型波動炮"、"超能波動炮"、"鎮定波動炮"、"衝擊波動炮"、"閃電電波動炮"、"Bydo波動炮",以及在R-TYPE FINAL或後作多種類型。
在R-TYPE FINAL 2中，有詳細介紹波動炮運作。是在機體前端開放力場儲蓄能量，再解放力場以向量性發射的對艦威力炮，也因此波動炮是沒有實體。(只有部份機種會有明顯的炮管或者摺疊炮管，如R-9D長距離射擊系列和根據過R-TYPEΔ打爆機的過場動畫R-9A2在機底有摺疊炮管)

### 維度應用
在R-TYPEΔ中, 打爆機後會播放從異形異空間逃脫的動畫, 這時會配合遊戲中能穿越異次元的輔助武器"Force",使用波動炮把異空間障壁打破成功逃脫。但必須要光彈類型才可打破, 如"電擊波動炮"是把波動能轉為電能,令其中一架戰機無法逃脫, 被異形同化成為了異形。

### 最終波動炮
消歧意上的最終波動炮是在R-TYPE FINAL結局一終結異形“BYDO”核心的最終波動炮。在最終任務時每部機體均有搭載，在解除限制後蓄能條傍邊的字會寫着“FINAL”，蓄能需時30秒，使用後機體會因超出負荷損壞。
而被「稱為」最終波動炮的「極巨波動炮」，擁有7段蓄能，而儲滿7段能量後蓄能條傍邊的字是“BYDO”，其威力都是能把任何頭目一擊擊敗(部份會分階段/形態/中途BOSS會有血量鎖定，不能一擊必殺)，需時45秒才能儲滿7段能量。
兩者的威力都是足以一擊擊敗任何頭目，但真正意義上的最終波動炮是需要解除限制而且使用後機體必定損壞，即使原本是使用「極巨波動炮」的機體都是一樣。所以籍此推斷真正意義上的最終波動炮威力會更遠超被「稱為」最終波動炮的「極巨波動炮」。